# حليمة داود
حليمة داود ( 27 أغسطس 1946-)، ممثلة تونسية ولدت ببنزرت، حظيت بشهرة كبيرة وبرزت في المسرح والسينما والتليفزيون.
شاركت في العديد من المسرحيات منها: نهر الجنون، أهل الكهف، طعام لكل فم، عطشان يا صبايا. وفي التليفزيون شاركت في عدة مسلسلات أهمها: السر خلف الباب، بصمات العلماء، بنت الخزاف، مدرسة الرسول. أما في السينما فقد شاركت في 10 أفلام تونسية و12 فيلما أجنبيا.

## حياتها الخاصة
تزوجت من الفنان الراحل الهادي داود.

## أعمالها

### فيالمسرح
- 1963-1966 : مجموعة مسرحيات نهر الجنون وأهل الكهف والعادلون ضمن مشاركتها في فعاليات المسرح المدرسي.
- 1966-1967 : مجموعة مسرحيات طعام لكل فم والجرة وواجب الطبيب والخائن ضمن نشاطها في دار الثقافة إبن خلدون.
- 1967-1968 : مجموعة مسرحيات رابح زميم الحومة ومحكمة الأموات وخيام في الأفق ضمن مشاركتها في فعاليات فرقة مدينة صفاقس.
- 1969-1972 : مجموعة مسرحيات يرما وبيت برنار ألبا وأوديب وثمانية نسا ضمن مشاركتها في فعاليات فرقة مدينة تونس.
- 1972-1973 : مسرحتي هرب من القطرة وغرباء ضمن نشاطها في فعاليات اللجنة الثقافية الإقليمية.
- 1975-1978 : مجموعة مسرحيات مولاي السلطان الحفصي والغز وسيدي بنادم وعطشان يا صبايا ضمن مشاركتها في فعاليات فرقة مدينة تونس.
- 1979 : مسرحية سندباد ضمن مشاركتها في فعاليات فرقة مدينة صفاقس.
- 1980 : مسرحية مقامة لم يكتبها البديع ضمن مشاركتها في فعاليات فرقة مدينة باجة.
- 1978-1983 : مجموعة مسرحيات من أين هذه البلية ويا ثروة في خيالي ومدينة المقنعين وحدث أبو هريرة قال ضمن مشاركتها في فعاليات فرقة المسرح الوطني.
- 1981-1982 : مجموعة مسرحيات بيارق الله وشهداء الوطنية واعادة ضمن مشاركتها في فعاليات فرقة مدينة تونس.
- 1988 : مسرحية الدكتور حكيم ضمن مشاركتها في فعاليات مسرح الديدهانة.
- 1988-1993 : مجموعة مسرحيات المريول وميدنا أنا وبوبة وشبشوب وسنبل وحنظل ضمن مشاركتها في فعاليات مسرح الشارع.
- 1992 : مسرحية ريتشارد الثالث ضمن مشاركتها في فعاليات فرقة مدينة تونس.
- 1993 : مسرحية الشقيقان ضمن مشاركتها في فعاليات مسرح عليسة.
- 1994 : مسرحية حكاية حب معاصرة ضمن مشاركتها في فعاليات مسرح النهار.
- 1998 : مسرحية شوية عسة ضمن مشاركتها في فعاليات مسرح الشارع.
- 2000 : مسرحية ستّي دليلة ضمن مشاركتها في فعاليات مسرح النهار.
- 2001 : مسرحية حديقة الشيىء المعتاد ضمن مشاركتها في فعاليات مسرح الشارع.
- 2002 : مسرحية ألباب ضمن مشاركتها في فعاليات مسرح النهار.
- 2002 : مسرحية زينب ضمن مشاركتها في فعاليات مسرح الشارع.
- 2003 و2006 : مسرحيتي أنتيقون وقلب الحمام ضمن مشاركتها في فعاليات مسرح الشارع.

### فيالتلفزيون
- مسلسل سوء تفاهم من إخراج محمد الحاج سليمان.
- مجموعة مسلسلات العقد وصلاة الملائكة والسر خلف الباب من إخراج علي منصور.
- مسلسل منيار من إخراج فاطمة إسكندراني.
- مسلسل بصمات العلماء من إخراج الحبيب المسلماني ثم سالم بن عمر.
- الفيلم التلفزي الواثق بالله الحفصي من إخراج حمادي عرافة، (1985).
- الفيلم التلفزي صبرة والوحش من إخراج الحبيب المسلماني، (1986).
- مسلسل أيام عادية من إخراج الحبيب المسلماني.
- مسلسل بنت الخزاف من إخراج الحبيب المسلماني.
- سلسلة نساء في الذاكرة من إخراج سلمى بكار.
- مسلسل حبّوني ودّللت من إخراج صلاح الدين الصيد، (1995).
- مسلسل حسابات وعقابات من إخراج الحبيب المسلماني، (2004).
- مسلسل حياة و أماني من إخراج محمد الغضبان، (2006).
- مسلسل مدرسة الرسول من إخراج أنور العياشي، (2016).

## فيلموغرافيا

### فيالسينما

#### الأفلامالتونسية
- 1973 : أمي تراكي من إخراج عبد الرزاق الحمامي.
- 1976 : فاطمة 75 من إخراج سلمى بكار.
- 1982 : سراب (فيلم 1982) من إخراج عبد الحفيظ بوعصيدة.
- 1998 : عرس القمر من إخراج الطيب الوحيشي.
- 2002 :
  - صندوق عجب من إخراج رضا الباهي.
  - خرمة من إخراج الجيلاني السعدي.
  - عرايس الطين من إخراج النوري بوزيد.
- 2006 :
  - خشخاش من إخراج سلمى بكار.
  - بين الوديان من إخراج خالد البرصاوي.
- 2015 : صراع من إخراج المنصف بربوش.

#### الأفلام الأجنبية
- 1969 : چوستين من إخراج چوزيف ستريك.
- 1975 : المسيح من إخراج روبيرتو روسيليني.
- 1977 : يسوع التاريخي من إخراج فرانكو زافاريلي.
- 1983 : بانزاي من إخراج كلود زيدي.
- 1984 :
  - في حاجة إلى الحب من إخراج چيري ستشارتزبيرج.
  - آنو دوميني (مسلسل) من إخراج ستيوارت كوبر.
- 1988 : طفل إسمه يسوع (فيلم إيطالي) من إخراج فرانكو روسي.
- 1990 : سوف يغني من إخراج چون ساغول.
- 1993 : ليلى ولدت في فرنسا من إخراج ميغيل كورتويس.
- 1995 : بشرة سوداء، أقنعة بيضاء من إخراج إسحاق جوليان.
- 1997 : صرة البلاد من إخراج أريال زيتون.
- 2007 : تتويج الرجل من إخراج چاك مالاتير.

## وصلات خارجية
- حليمة داود على موقع IMDb (الإنجليزية)
- حليمة داود على موقع قاعدة بيانات الأفلام العربية
- حليمة داود على موقع أول موفي (الإنجليزية)
- حليمة داود على موقع قاعدة بيانات الفيلم (الإنجليزية)
- حليمة داود على موقع كينوبويسك (الروسية)